# Rilhac-Lastours
Rilhac-Lastours – miejscowość i gmina we Francji, w regionie Nowa Akwitania, w departamencie Haute-Vienne.
Według danych na rok 1990 gminę zamieszkiwały 302 osoby, a gęstość zaludnienia wynosiła 19 osób/km² (wśród 747 gmin Limousin Rilhac-Lastours plasuje się na 354. miejscu pod względem liczby ludności, natomiast pod względem powierzchni na miejscu 421.).

## Galeria

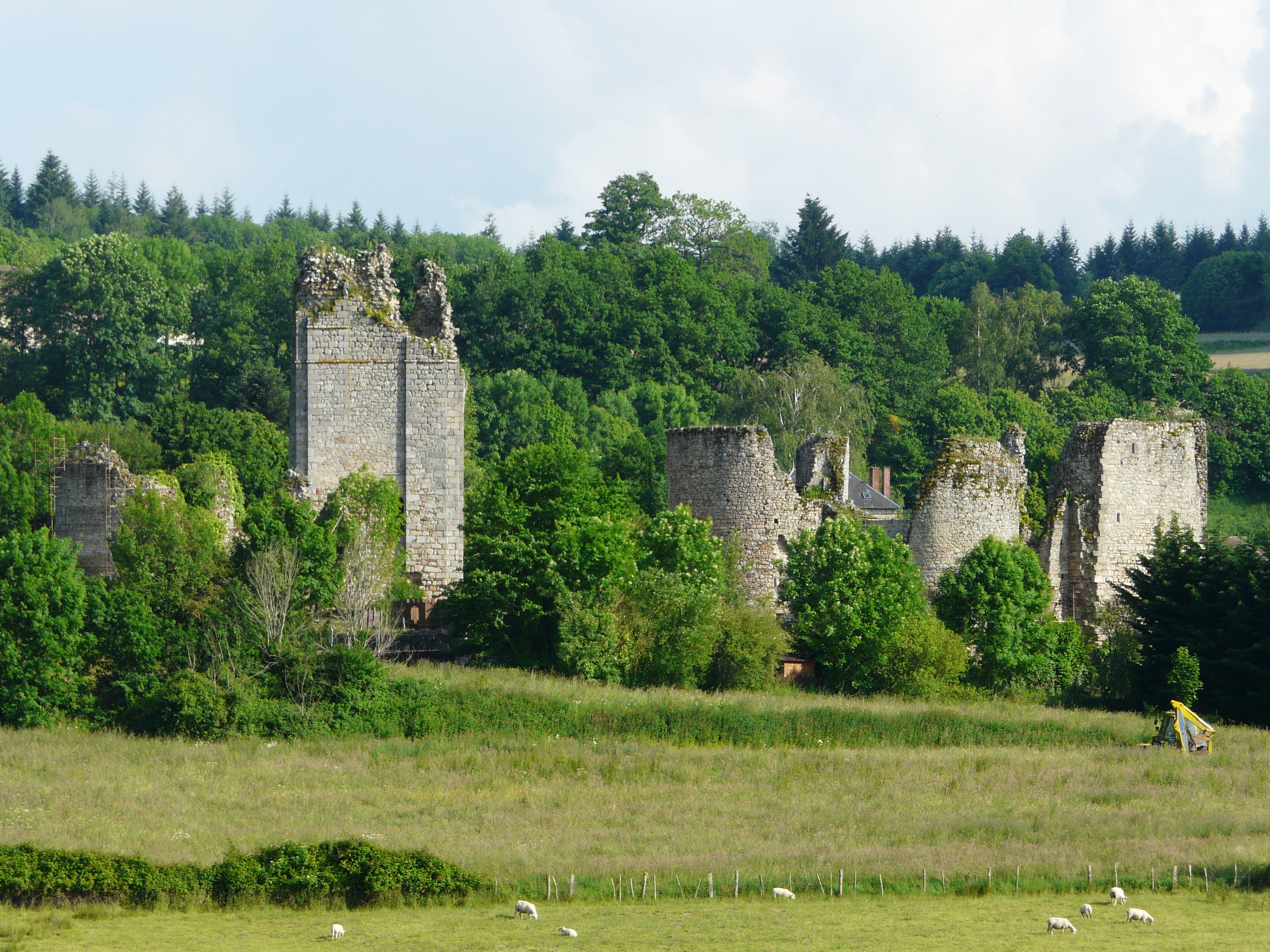
Zabytkowe ruiny Zamku Lastours[1] (2016)
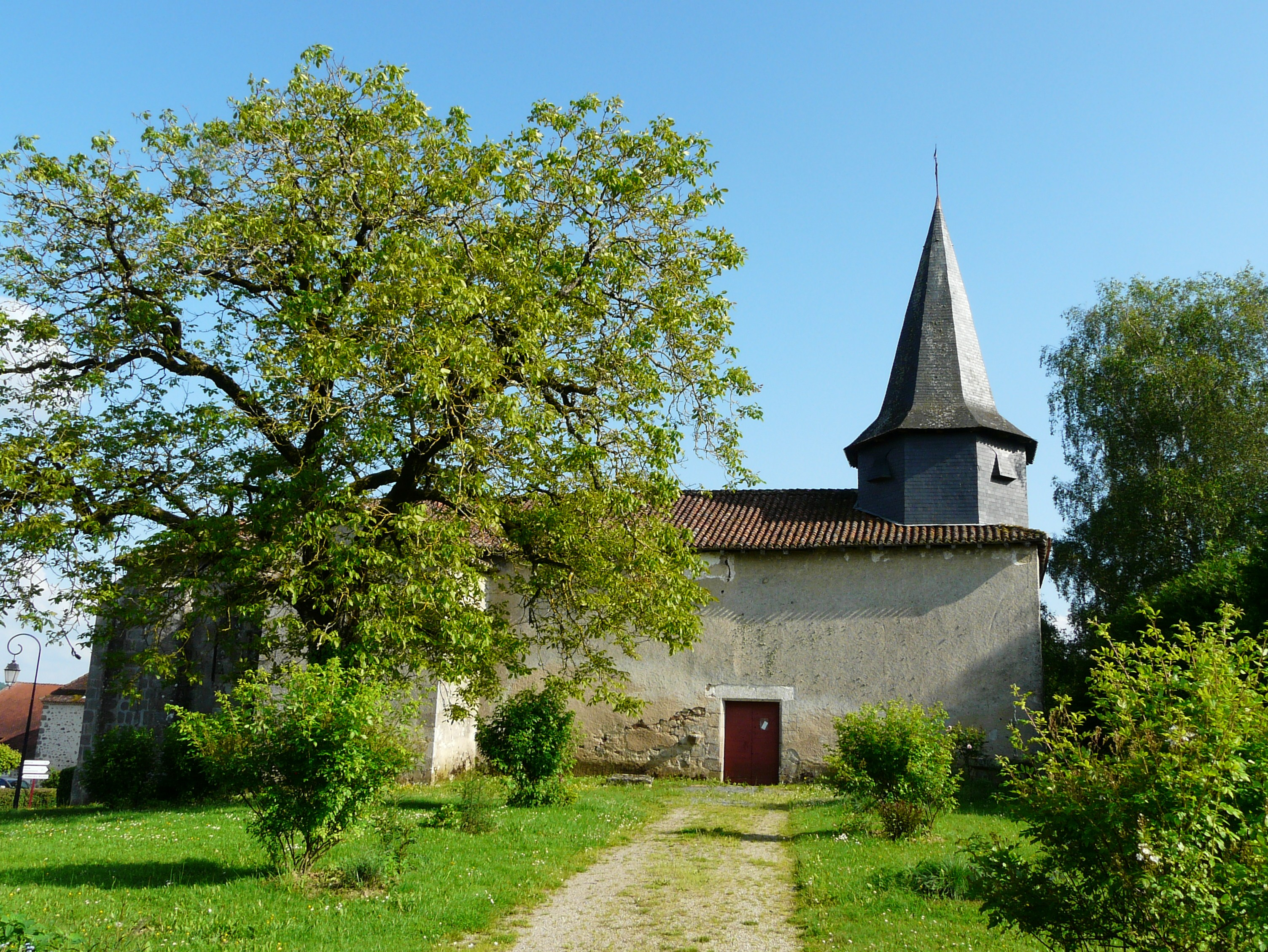
Zabytkowy Kościół św. Piotra[2] (2016)
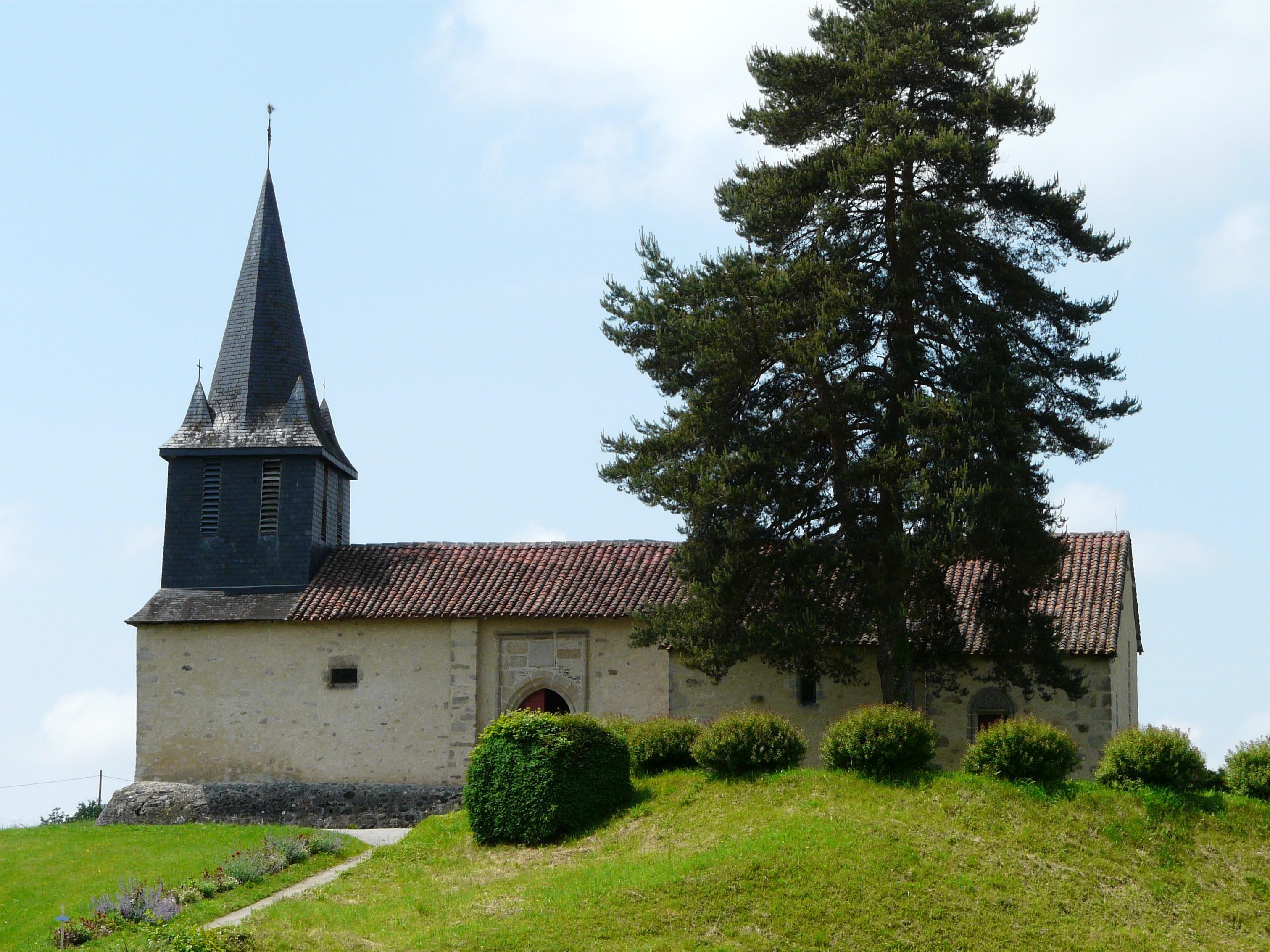
Kościół św. Małgorzaty (2016)

## Populacja

Populacja Rilhac-Lastours w latach 1962–2008